# Voltati... ti uccido!
Voltati... ti uccido! è un film del 1967 diretto da Alfonso Brescia (con lo pseudonimo di Al Bradley).

## Trama
L'avventuriero senza scrupoli Ted, grazie all'aiuto del fuorilegge El Bicho e della sua banda, è riuscito ad impadronirsi di quasi tutte le miniere d'oro. Il vecchio pioniere Sam, proprietario di una miniera, assolda il giovane pistolero Billy, per contrastare le pressioni di Ted. Billy, per questo, mette Ted e El Bicho l'uno contro l'altro.